# Viktor Bonaparte
Viktor Bonaparte (Napoleon Viktor Jérôme Frederik; 18. července 1862, Palais Royal – 3. května 1926, Brusel), titulární 4. kníže z Montfortu, byl v letech 1879 až 1926 bonapartistickým pretendentem francouzského trůnu. Podporovateli jeho nároku byl znám jako Napoleon V.

## Život

### Původ a mládí

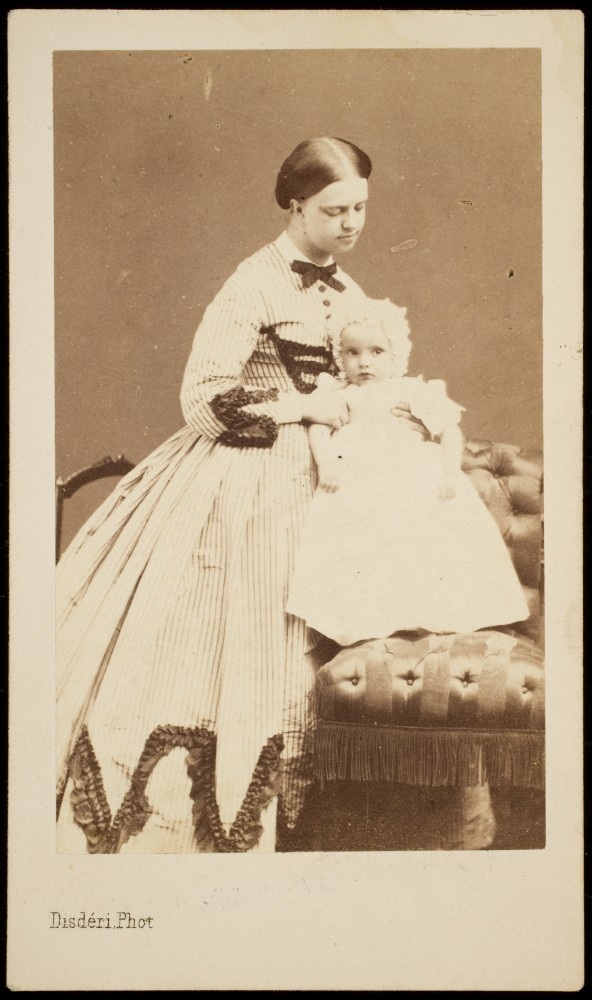
Princ Viktor jako nemluvně

Viktor se narodil v Palais Royal v Paříži za druhého Francouzského císařství jako syn prince Napoleona a jeho manželky Marie Klotildy Savojské, dcery italského krále Viktora Emanuela II. Brzy po jeho narození následovali dva mladší sourozenci: v roce 1864 bratr Ludvík a v roce 1866 sestra Marie Leticie, pozdější vévodkyně z Aosty. V době svého narození byl Viktor třetí v následnictví francouzského trůnu, hned po císařském princi Napoleonovi a svém otci.

### Dědic Bonaparte
V osmnácti letech byl z vůle císařského prince Napoleona Evžena, který zemřel v roce 1879, jmenován hlavou rodu Bonaparte a pro své příznivce se stal Napoleonem V., někteří Bonapartisté však preferovali jeho mladšího bratra Ludvíka, plukovníka ruské imperiální gardy. Rozhodnutí císařského prince obejít Viktorova otce vedlo k úplnému rozpadu vztahů mezi otcem a synem. V květnu 1886 vyhostila Francouzská republika prince bývalých vládnoucích dynastií, a tak princ Viktor odešel z Francie do exilu v Belgii.

### Dreyfusova aféra

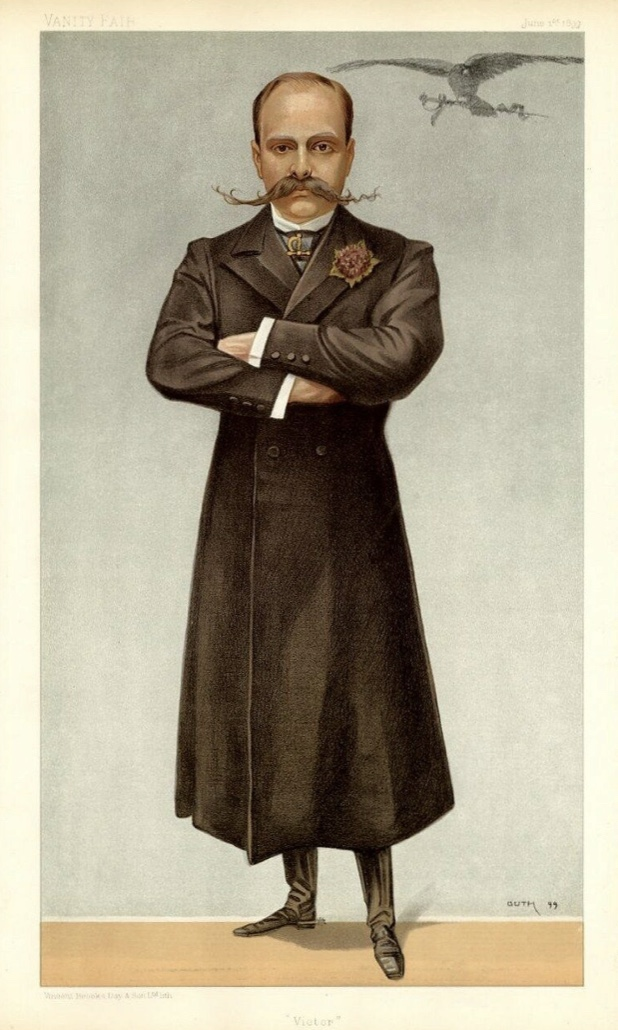
Viktor v roce 1899, Guth

Po smrti presidenta Félixe Faurea v roce 1899, během Dreyfusovy aféry, se řada politických frakcí pokusila využít nepořádku a princ Viktor oznámil delegaci imperialistického výboru, že podnikne kroky k obnovení francouzského císařství, když nastane příhodná chvíle. Aby toho dosáhl, oznámil, že se postaví do čela hnutí se svým bratrem, princem Ludvíkem, bojujícím vedle něj, o kterém řekl, že "přinese Bonapartistickým silám jeho prestiž a jeho vojenské nadání i hodnost v ruské armádě". Orleánský vévoda, soupeřící uchazeč o trůn, měl také k dispozici síly, které byly připraveny překročit francouzskou hranici ve stejné době jako síly Bonapartistů. Nakonec se očekávaný boj ve Francii nenaplnil a francouzská Třetí republika přežila jednu ze svých nejvážnějších krizí.

### Úmrtí
Princ Viktor zemřel ve věku 63 let v Bruselu 3. května 1926, kdy francouzský autor Charles Maurras komentoval dobu prince Viktora jako uchazeče a prohlásil, že od roku 1884 nenabídl republikánským vládám žádné nové myšlenky ani žádné radikální alternativy. Bonapartistickým dědicem se po něm stal jeho jediný syn Ludvík.

## Manželství a potomci
10. nebo 14. listopadu 1910 se osmačtyřicetiletý Viktor v Moncalieri oženil s o deset let mladší princeznou Klementinou, nejmladší dcerou belgického krále Leopolda II. a jeho manželky Marie Jindřišky Habsbursko-Lotrinské. Manželé spolu měli dvě děti:
- 1. Marie Klotilda Bonaparte (20. 3. 1912 Brusel – 14. 4. 1996 Cendrieux)[2]
⚭ 1938 hrabě Serge de Witt (30. 12. 1891 Moskva – 21. 7. 1990 Cendrieux)[3]
- 2. Louis Napoléon Bonaparte (23. 1. 1914 Brusel – 3. 5. 1997 Prangins)[4] hlava rodu Bonapartů od roku 1926 až do své smrti[4]
⚭ 1949 hraběnka Alix de Foresta (* 4. 4. 1926 Marseille)[5]

## Vývod z předků
|                  |                                    |  |                                    |                                              |  |  |  |  |  |  |  | Giuseppe Maria Buonaparte |
|                  |                                    |  |                                    |                                              |  |  |  |  |  |  |  |                           |
|                  | Carlo Buonaparte                   |  |                                    |                                              |  |  |  |  |  |  |  |                           |
|                  |                                    |  |                                    |                                              |  |  |  |  |  |  |  |                           |
|                  |                                    |  |                                    | Maria Saveria Paravicini                     |  |  |  |  |  |  |  |                           |
|                  |                                    |  |                                    |                                              |  |  |  |  |  |  |  |                           |
|                  | Jérôme Bonaparte                   |  |                                    |                                              |  |  |  |  |  |  |  |                           |
|                  |                                    |  |                                    |                                              |  |  |  |  |  |  |  |                           |
|                  |                                    |  |                                    | Giovanni Geronimo Ramolino                   |  |  |  |  |  |  |  |                           |
|                  |                                    |  |                                    |                                              |  |  |  |  |  |  |  |                           |
|                  | Laetitia Ramolino                  |  |                                    |                                              |  |  |  |  |  |  |  |                           |
|                  |                                    |  |                                    |                                              |  |  |  |  |  |  |  |                           |
|                  |                                    |  |                                    | Angela Maria Pietrasanta                     |  |  |  |  |  |  |  |                           |
|                  |                                    |  |                                    |                                              |  |  |  |  |  |  |  |                           |
|                  | Napoleon Jérôme Bonaparte          |  |                                    |                                              |  |  |  |  |  |  |  |                           |
|                  |                                    |  |                                    |                                              |  |  |  |  |  |  |  |                           |
|                  |                                    |  |                                    | Fridrich II. Evžen Württemberský             |  |  |  |  |  |  |  |                           |
|                  |                                    |  |                                    |                                              |  |  |  |  |  |  |  |                           |
|                  | Fridrich I. Württemberský          |  |                                    |                                              |  |  |  |  |  |  |  |                           |
|                  |                                    |  |                                    |                                              |  |  |  |  |  |  |  |                           |
|                  |                                    |  |                                    | Bedřiška Braniborsko-Schwedtská              |  |  |  |  |  |  |  |                           |
|                  |                                    |  |                                    |                                              |  |  |  |  |  |  |  |                           |
|                  | Kateřina Württemberská             |  |                                    |                                              |  |  |  |  |  |  |  |                           |
|                  |                                    |  |                                    |                                              |  |  |  |  |  |  |  |                           |
|                  |                                    |  |                                    | Karel Vilém Ferdinand Brunšvický             |  |  |  |  |  |  |  |                           |
|                  |                                    |  |                                    |                                              |  |  |  |  |  |  |  |                           |
|                  | Augusta Brunšvicko-Wolfenbüttelská |  |                                    |                                              |  |  |  |  |  |  |  |                           |
|                  |                                    |  |                                    |                                              |  |  |  |  |  |  |  |                           |
|                  |                                    |  |                                    | Augusta Frederika Hannoverská                |  |  |  |  |  |  |  |                           |
|                  |                                    |  |                                    |                                              |  |  |  |  |  |  |  |                           |
| Viktor Bonaparte |                                    |  |                                    |                                              |  |  |  |  |  |  |  |                           |
|                  |                                    |  |                                    |                                              |  |  |  |  |  |  |  |                           |
|                  |                                    |  | Karel Emanuel Savojsko-Carignanský |                                              |  |  |  |  |  |  |  |                           |
|                  |                                    |  |                                    |                                              |  |  |  |  |  |  |  |                           |
|                  | Karel Albert Sardinský             |  |                                    |                                              |  |  |  |  |  |  |  |                           |
|                  |                                    |  |                                    |                                              |  |  |  |  |  |  |  |                           |
|                  |                                    |  |                                    | Marie Kristýna Saská                         |  |  |  |  |  |  |  |                           |
|                  |                                    |  |                                    |                                              |  |  |  |  |  |  |  |                           |
|                  | Viktor Emanuel II.                 |  |                                    |                                              |  |  |  |  |  |  |  |                           |
|                  |                                    |  |                                    |                                              |  |  |  |  |  |  |  |                           |
|                  |                                    |  |                                    | Ferdinand III. Toskánský                     |  |  |  |  |  |  |  |                           |
|                  |                                    |  |                                    |                                              |  |  |  |  |  |  |  |                           |
|                  | Marie Tereza Toskánská             |  |                                    |                                              |  |  |  |  |  |  |  |                           |
|                  |                                    |  |                                    |                                              |  |  |  |  |  |  |  |                           |
|                  |                                    |  |                                    | Luisa Marie Amélie Tereza Neapolsko-Sicilská |  |  |  |  |  |  |  |                           |
|                  |                                    |  |                                    |                                              |  |  |  |  |  |  |  |                           |
|                  | Marie Klotilda Savojská            |  |                                    |                                              |  |  |  |  |  |  |  |                           |
|                  |                                    |  |                                    |                                              |  |  |  |  |  |  |  |                           |
|                  |                                    |  |                                    | Leopold II.                                  |  |  |  |  |  |  |  |                           |
|                  |                                    |  |                                    |                                              |  |  |  |  |  |  |  |                           |
|                  | Rainer Josef Habsbursko-Lotrinský  |  |                                    |                                              |  |  |  |  |  |  |  |                           |
|                  |                                    |  |                                    |                                              |  |  |  |  |  |  |  |                           |
|                  |                                    |  |                                    | Marie Ludovika Španělská                     |  |  |  |  |  |  |  |                           |
|                  |                                    |  |                                    |                                              |  |  |  |  |  |  |  |                           |
|                  | Adelheid Rakouská                  |  |                                    |                                              |  |  |  |  |  |  |  |                           |
|                  |                                    |  |                                    |                                              |  |  |  |  |  |  |  |                           |
|                  |                                    |  |                                    | Karel Emanuel Savojsko-Carignanský           |  |  |  |  |  |  |  |                           |
|                  |                                    |  |                                    |                                              |  |  |  |  |  |  |  |                           |
|                  | Alžběta Savojská                   |  |                                    |                                              |  |  |  |  |  |  |  |                           |
|                  |                                    |  |                                    |                                              |  |  |  |  |  |  |  |                           |
|                  |                                    |  |                                    | Marie Kristýna Saská                         |  |  |  |  |  |  |  |                           |
|                  |                                    |  |                                    |                                              |  |  |  |  |  |  |  |                           |